# Число Хедстрема
Число Хедстрема (англ. Hedstrem number; нім. Hedstrem-Zahl f) — похідний критерій подібності як добуток чисел Рейнольдса (Re) і Сен-Венана-Ілюшина (Sen):
He = ReSen